# Tannenberg Nentershausen (Landschaftsschutzgebiet)
Das Landschaftsschutzgebiet Tannenberg Nentershausen liegt im Richelsdorfer Gebirge im Nordosten von Hessen und wurde im Jahr 1941 unter den Schutz des Reichsnaturschutzgesetzes gestellt, um schädigende Veränderungen in dem Bereich um die Tannenburg zu verhindern. Es ist eines von rund 120 derzeit bestehenden Landschaftsschutzgebieten im Regierungsbezirk Kassel, in denen die Bewahrung von Natur und Landschaft wegen ihrer Vielfalt, Eigenart oder Schönheit des Landschaftsbildes erforderlich ist. Gegenüber den Naturschutzgebieten sind sie meistens großflächigere Gebiete mit geringeren Nutzungseinschränkungen.

## Lage
Das Landschaftsschutzgebiet befindet sich vollständig in der Gemarkung von Nentershausen, einer Gemeinde im Landkreis Hersfeld-Rotenburg im nordöstlichen Hessen und gehört zum „Geo-Naturpark Frau-Holle-Land“. Es liegt südlich der Kreisstraße 71 und beginnt am südöstlichen Ortsrand. In der naturräumlichen Gliederung Deutschlands, die auf der Geografischen Landesaufnahme des Instituts für Landeskunde Bad Godesberg basiert, wird der Bereich dem Solztrottenwald (357.21), einer Teileinheit des Fulda-Werra-Berglands (357) in der Haupteinheitengruppe des Osthessischen Berglands zugeordnet.
Der südliche Bereich des Landschaftsschutzgebiets ist Teil des Fauna-Flora-Habitat-Gebiets „Wald südöstlich Nentershausen“, das mit der Gebietsnummer 4925-304 zu dem europaweiten Schutzgebietssystem Natura 2000 gehört. Das 321 Hektar große FFH-Gebiet umfasst einen durch Kuppen und Senken gegliederten Höhenzug mit ausgedehnten Buchenwäldern. Es dient dem Schutz der Fledermausarten Bechsteinfledermaus und Großes Mausohr, für deren Erhaltung als „Arten von gemeinschaftlichem Interesse“ nach den Gesetzen der Europäischen Union besondere Schutzgebiete ausgewiesen werden müssen.

## Unterschutzstellung
Mit der „Verordnung zum Schutze eines Landschaftsteiles in der Gemarkung Nentershausen“ vom 27. Juni 1941 des Landrats des Kreises Rotenburg an der Fulda, wurde der Bereich um die Burg zum Landschaftsschutzgebiet erklärt. Mit der Unterschutzstellung war es verboten Veränderungen vorzunehmen „die geeignet sind, die Natur zu schädigen, den Naturgenuss zu beeinträchtigen oder das Landschaftsbild zu verunstalten“. Unberührt von den Verboten blieb die land- und forstwirtschaftliche Nutzung, sofern sie dem Zweck der Verordnung nicht widersprach. Das Landschaftsschutzgebiet besitzt eine Größe von 46,52 Hektar, hat die nationale Kennung 2632012 und den WDPA-Code 378703.

## Das Schutzgebiet
In der Mitte des Landschaftsschutzgebiets erhebt sich auf einer Bergnase die landschaftsprägende Baugruppe der Burg Tannenberg. Die auch Tannenburg genannte Anlage wurde im 14. Jahrhundert von der Familie von Baumbach auf einer älteren Befestigung, die verlassen war, errichtet. Den Zugang zur Burg ermöglichte ein Portal mit Zuggatter auf der westlichen Seite; die östliche Angriffsseite sicherte ein Halsgraben und eine Ringmauer mit einem Flankenturm. Die strategisch günstige Lage des Tannenbergs zu der, durch den Seulingswald führenden alten Handelsstraße „durch die kurzen Hessen“, verhalfen den Burgherren wegen ihrer Rechte zum Geleitschutz der Handelszüge zum Wohlstand.
Heute wird die Tannenburg als Erlebnisburg mit musealen, künstlerischen und gastronomischen Bestandteilen von dem Förderverein „Freunde des Tannenberg e.V.“ der Mittelaltergruppe „Allerley“ und dem Darsteller- und Museumsverein „Lebendige Burg e.V.“ genutzt. Wegen ihrer geschichtlichen und wissenschaftlichen Bedeutung ist die Burganlage ein geschütztes Kulturdenkmal.
In dem bewaldeten Hangbereich im Nordwesten des Schutzgebiets wurde Ende der 1950er Jahre ein Feriendorf von einem gemeinnützigen Verein aus Stuttgart gebaut, das im Oktober 1960 festlich eingeweiht wurde. Das an dem sonnigen Südhang des Buchensteins gelegene Dorf besteht aus 29 Häusern, einem Gemeinschaftshaus und einem Backhaus.

## Touristische Angebote
- Durch das Engagement des Fördervereins „Freunde des Tannenberg“ wird seit 1995 die Tannenburg umfangreich restauriert. Der Verein setzt seit dieser Zeit sein Konzept zum Ausbau zu einer „lebendigen Burg“ als ein „Bilderbuch des Mittelalters“ um. Dazu gehören neben den eingerichteten Räumen einer Burg des hohen Mittelalters, auch Backhaus, Imkerei und Werkstätten wie Schmiede und Zimmerei sowie Kräutergarten, Nutztierhaltung und Badehaus. Seit 2002 gibt es ein Wirtshaus auf der Burg, in dem die mittelalterliche Bewirtschaftung nachempfunden werden soll.[8]
- Der Premiumwanderweg „P18 Tannenburg“ umrundet auf teilweise schmalen Waldpfaden das Landschaftsschutzgebiet. Die rund acht Kilometer lange, als mittelschwer eingestufte Tour wurde mit dem Wandersiegel des Deutschen Wanderinstituts ausgezeichnet.[9]
- Der in Hann. Münden beginnende Fernwanderweg Werra-Burgen-Steig Hessen, mit der Wegmarkierung X5 H, endet an der Burg. Er wurde im Jahr 2016 von der Zeitschrift „Wandermagazin“ als zweitschönster Wanderweg Deutschlands prämiert und bekam im Januar 2023 erneut das für drei Jahre gültige Siegel „Qualitätsweg Wanderbares Deutschland“. Derzeit wird der Weg allerdings wegen der Baustelle der Bundesautobahn 44 unterbrochen.[10]
- Die überregionalen Fernwanderwege Wartburgpfad mit dem Wanderzeichen X9 und Frau-Holle-Pfad mit der Markierung X4 führen durch das Richelsdorfer Gebirge und ermöglichen den Besuch der Burg und des Landschaftsschutzgebiets.